# Каразирек
Каразирек (баш. Ҡараерек) — деревня в Буздякском районе Республики Башкортостан Российской Федерации. Входит в состав Тюрюшевского сельсовета.

## География

### Географическое положение
Расстояние до:
- районного центра (Буздяк): 53 км,
- центра сельсовета (Тюрюшево): 8 км,
- ближайшей ж/д станции (Буздяк): 53 км.

## История
С конца 1920-х годов в деревне действовал колхоз «Кызыл бойрак». В 1933—1955 годах его председателем был депутат Верховного Совета СССР Гани Нурмухаметович Валеев (1897—1989).

## Население
| 2002 | 2009 | 2010 |
| ---- | ---- | ---- |
| 149  | ↘125 | ↘123 |

Согласно переписи 2002 года, преобладающие национальности — татары (54 %), башкиры (30 %).

## Религия
В деревне есть мечеть.